# Дрейпер, Джон Уильям
Джон Уильям Дрейпер (1811, Сент-Хеленс, Великобритания — 1882, штат Нью-Йорк, США) — американский философ, врач, химик, историк, фотограф, брат Д. К. Дрейпер, отец Г. Дрейпера.

## Биография

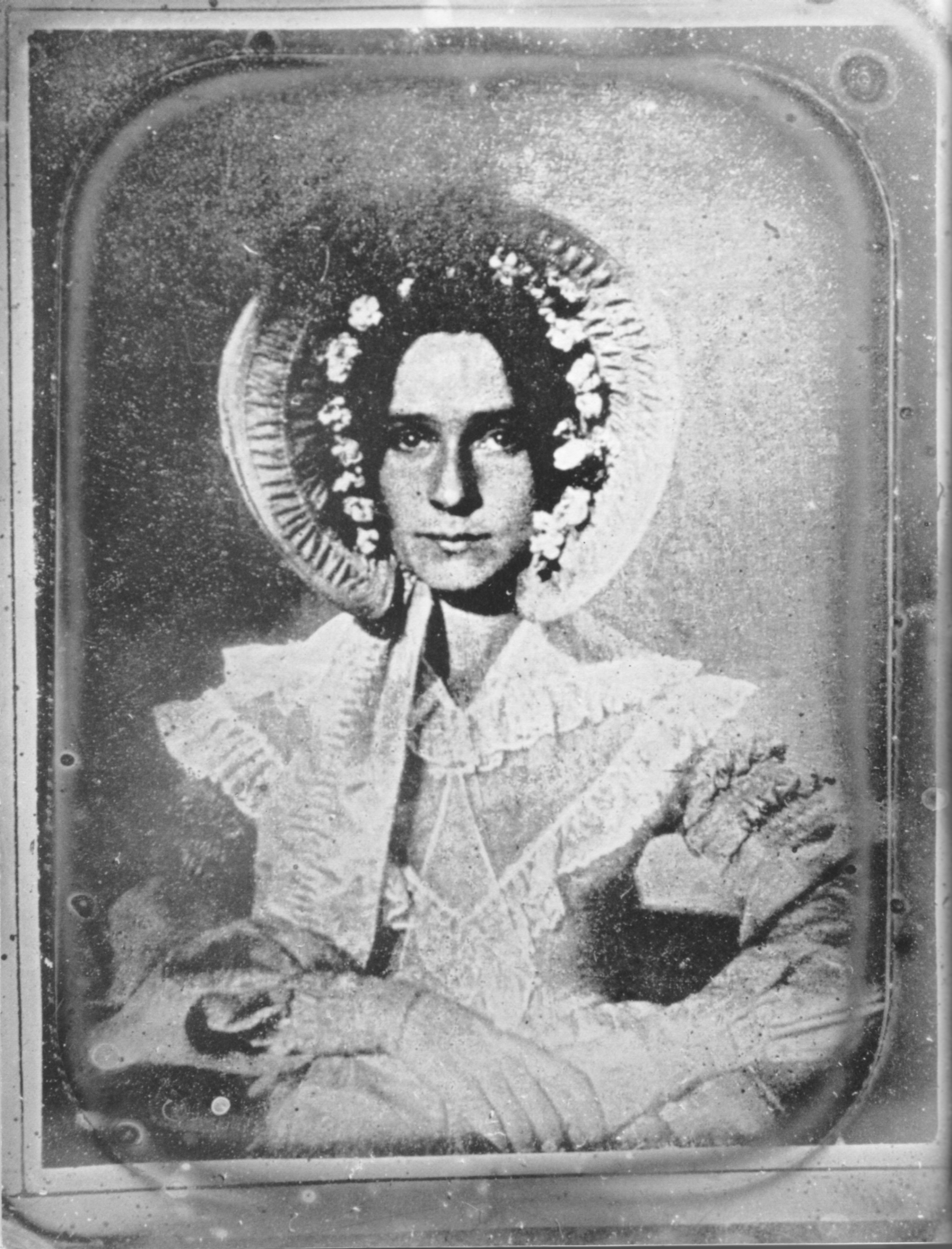
Первый в истории фотографии портретный снимок женщины. На фото сестра Джона Дрейпера — Дороти

Родился и учился в Англии, затем поселился в США; в 1833 году поступил в Пенсильванский университет из которого вышел в 1836 году со степенью доктора медицины; получил кафедру химии и физиологии в коллегии Гемптон-Сидней (в Вирджинии) Через три года был приглашён профессором физиологии в университет в Нью-Йорке, где участвовал в создании университетской медицинской коллегии. В 1868 году оставил профессуру.
В 1839—1840 гг. сделал ряд фотографий, став одним из пионеров фотографирования. В частности, в марте 1840 года он сделал фотоснимок Луны; в 1843 году он сделал дагерротипы солнечного спектра, которые выявили новые инфракрасные и ультрафиолетовые линии. В 1843 году появились его «Записки о химическом действии света» — на английском, французском, немецком и итальянском языках.
В 1847 году он опубликовал наблюдение, что все твердые тела испускают электромагнитное излучение примерно при одной и той же температуре,  которая стала известна как точка Дрейпера.
В медицинском мире он приобрёл большую известность своей теорией о причинах кровообращения.
Известность ему принесли публикации «История умственного развития Европы» («History of the intellectual development of Europe», 1862, рус. пер., т. 1-2, 1866) и «История отношений между католицизмом и наукой» («History of the conflict between religion and science», 1874, рус. пер. 1876).
В своём изучении истории науки Дрейпер отвергал эффекты божественного откровения, боговдохновенности и использовал эволюционные идеи Ч. Дарвина и Г. Спенсера в приложении к развитию общества. Дрейпер утверждал, что историческое развитие народа и жизнь индивидуума управляется теми же естественными законами. С этой точки зрения Дрейпер разделял историю отдельных народов на особые «века» (век исследования, век веры, век разума и т. п.), повторяющиеся в жизни всех народов.